# أذربيجان والأمم المتحدة

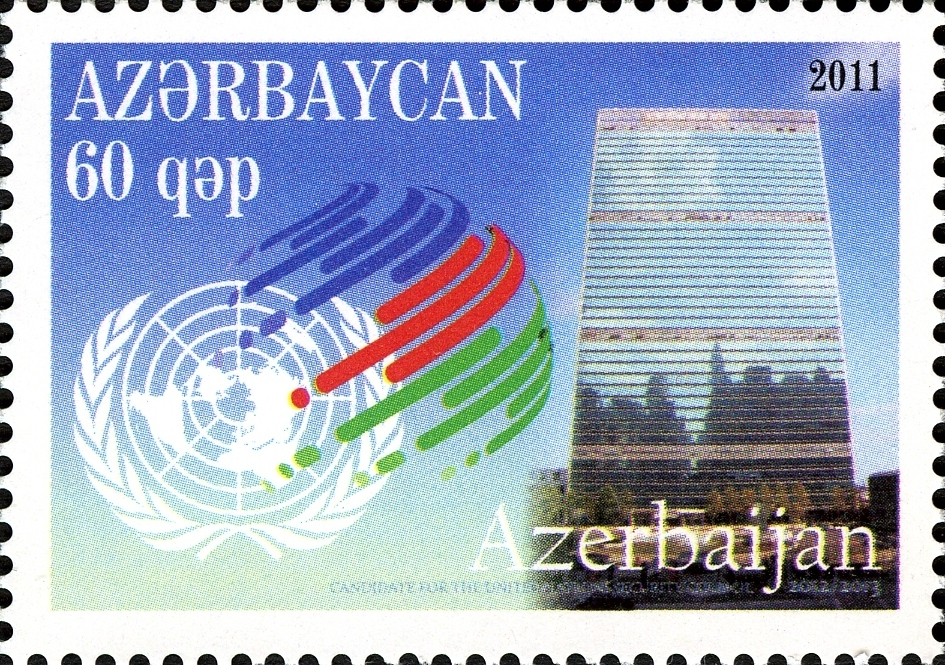
ختم البريد

في 29 أكتوبر 1991 ، بعد استعادة استقلال الدولة، ناشدت جمهورية أذربيجان الجمعية العامة للأمم المتحدة والدول العالمية لتصبح عضوا في الأمم المتحدة.وهكذا، في الدورة 46 للجمعية العامة للأمم المتحدة التي عقدت في 2 مارس 1992 ، تم تمرير قرار بشأن قبول جمهورية أذربيجان في الأمم المتحدة.تم قبول جمهورية أذربيجان في الأمم المتحدة في 2 مارس 1992.

## التمثيل الدائم لأذربيجان
في 6 مارس 1992 ، بدأت البعثة الدائمة لأذربيجان لدى الأمم المتحدة العمل في نيويورك لتشكيل رأي عام موضوعي، وكذلك لتطوير العلاقات المتبادلة مع دول العالم.وفي نوفمبر من نفس العام تم فتح التمثيل الدائم للأمم المتحدة في أذربيجان.تتعاون البعثة الدائمة لأذربيجان لدى الأمم المتحدة مع كل من الأمم المتحدة ووكالاتها المتخصصة في المجالات السياسية والاقتصادية والعلمية والثقافية والإنسانية وغيرها.إن الهدف الرئيسي من التعاون السياسي هو جذب انتباه المجتمع الدولي إلى الأحداث التي تجري في منطقة الصراع وتشكيل رأي موضوعي في المجتمع الدولي في وقت عدوان أرمينيا على أذربيجان.وفقاً للمادة 39 من ميثاق الأمم المتحدة وتوسيع العدوان الصريح لأرمينيا، ناشدت أذربيجان الأمين العام للأمم المتحدة ورئيس مجلس الأمن أن يوقفوا فوراً هذا العدوان، لمنع انتهاك القانون الدولي وميثاق الأمم المتحدة، للمساعدة في عملية التسوية.أرسل الأمين العام للأمم المتحدة وفدا برئاسة الممثل الخاص للأمين العام للأمم المتحدة، الأمين العام للأمين العام للأمم المتحدة سايروس فانس إلى باكو وناغورنو كاراباخ ويريفان في منتصف مارس 1992 لدراسة الوضع في منطقة الصراع، وأبلغ مجلس الأمن الدولي بنتيجة الزيارة.

## قرارات الامم المتحدة
في بيانات مجلس الأمن الصادرة عن 6، وكذلك في قرارات مجلس الأمن 822 و 853 و 874 و 884 ، فإن السلامة الإقليمية لسيادة حدود أذربيجان وسيادتها وحرمتها فيما يتصل بتوسيع نطاق عدوان أرمينيا على أذربيجان في الفترة 1992-1993 ، تنص على أن قوات البلد المحتل الانسحاب الفوري، وقف إطلاق النار وتسوية النزاع عن طريق التفاوض.أعربت الجمعية العامة للأمم المتحدة عن قلقها العميق إزاء التدهور الخطير للحالة الإنسانية في أذربيجان وعدد اللاجئين والمشردين داخلياً الذين تجاوزوا المليون والقرار الخاص بتقديم المساعدة الدولية الاستثنائية للاجئين والمشردين داخليًا في أذربيجان في جلستها العامة الخامسة والثمانين في عام 1993.
في الفترة 1992-1996 ، أصدر رئيس مجلس الأمن الدولي والأمين العام للأمم المتحدة سلسلة من البيانات التي تدعم وحدة أراضي جمهورية أذربيجان وسيادتها وعن التسوية السلمية للنزاع، ودعم جهود مجموعة مينسك التابعة لمنظمة الأمن والتعاون في أوروبا المعنية بالنزاع.لعبت زيارة الامين العام للامم المتحدة ب.ب.توس جالى إلى باكو في أكتوبر 1994 دورا هاما في تعميق التعاون مع أذربيجان.وقال بطرس غالي، الذي يعرف عن كثب الحياة الاجتماعية والسياسية والاقتصادية لأذربيجان والعواقب الوخيمة لعدوان أرمينيا، إن مختلف مؤسسات الأمم المتحدة ستدعم جهودها لدعم أذربيجان في حل المشاكل القائمة.
شارك الرئيس حيدر علييف في الدورة التاسعة والأربعين للجمعية العامة للأمم المتحدة في سبتمبر 1994 ونقل إلى المجتمع الدولي الحقيقة حول البلاد، وخاصة عدوان أرمينيا على أذربيجان ومشكلة ناغورني كاراباخ من منبر هذه المنظمة الدولية العالمية.حضر رئيس جمهورية أذربيجان حيدر علييف الدورة الاستثنائية للجمعية العامة للأمم المتحدة المكرسة للذكرى الخمسين للأمم المتحدة في أكتوبر 1995 ، حيث خاطب الدول العالمية على منصب رئيس هذه المنظمة، وأبرز الموقف الرئيسي لجمهورية أذربيجان بشأن المشاكل العالمية، خاصة في القضاء على عدوان أرمينيا. دعا إلى زيادة الجهود الدولية. في الكلمة التي ألقاها في قمة الألفية للأمم المتحدة في أيلول / سبتمبر 2000 ، أعاد الرئيس حيدر علييف التأكيد مرة أخرى على موقف أذربيجان بشأن تسوية النزاع الأرمني الأذربيجاني في ناغورني كاراباخ.
في خطابه أمام الدورة التاسعة والخمسين للجمعية العامة للأمم المتحدة في سبتمبر 2004 ، ذكر رئيس جمهورية أذربيجان إلهام علييف أن قرارات مجلس الأمن الأربعة حول نزاع ناغورني-كاراباخ بين أرمينيا وأذربيجان لم تتحقق بعد، وأن إنشاء آلية فعالة لتطبيقها كمسألة أساسية تولى.
في نفس الوقت، في جلسة الجمعية العامة للأمم المتحدة في 29 أكتوبر من هذا العام، وبمبادرة من الوفد الأذربيجاني، تم وضع موضوع «الوضع في الأراضي المحتلة من أذربيجان» على جدول أعمال الاجتماع.بعد ذلك تم اعتماد الجلسة الكاملة 98 للدورة الستين للجمعية العامة للأمم المتحدة المنعقدة في 7 سبتمبر 2006 والقرار «الوضع في الأراضي المحتلة لأذربيجان» في الجلسة العامة الـ 86 للدورة الثانية والستين المنعقدة في 14 مارس 2008.تتضمن هذه الوثائق إدانة للأرمن من قبل الأرمن في الأراضي الأذربيجانية المحتلة، وتزوير الحرائق في هذه الأراضي، والإشارة إلى قرارات مجلس الأمن الأربعة، والمطالبة بالانسحاب الفوري والكامل وغير المشروط للقوات المسلحة الأرمنية من الأراضي الأذربيجانية المحتلة.وفي الوقت نفسه، تعبر القرارات عن احترام سيادة أذربيجان وسلامتها الإقليمية، فضلا عن حق الأذربيجانيين الذين طردوا من أراضيهم للعودة إلى وطنهم.

## أذربيجان في مجلس الأمن الدولي
وباعتبارها عضوا نشطا في المجتمع الدولي، فإن أذربيجان تساهم باستمرار في إرساء السلام والأمن الدوليين، وهو الهدف الرئيسي لميثاق الأمم المتحدة.تشارك أذربيجان في المناقشات السياسية حول قضايا السلام والأمن في هيئات الأمم المتحدة وتسهم في التنفيذ العملي لولاية الأمم المتحدة.تساهم أذربيجان في تنفيذ أهداف ومبادئ ميثاق الأمم المتحدة من خلال المشاركة في هيئات الأمم المتحدة الاختيارية.المناطق التي تعد أذربيجان عضوًا فيها:
- المجلس التنفيذي لليونيسيف (1995-1997، 1998-2000، 2005-2009)،
- لجنة وضع المرأة (2000-2002)
- لجنة الأمم المتحدة للتنمية المستدامة (2002-2004)
- المجلس الاقتصادي والاجتماعي للأمم المتحدة (2003-2005)
- لجنة حقوق الإنسان (2005-2006)،
- مجلس حقوق الإنسان (2006-2009)،
- المجلس التنفيذي لمنظمة الصحة العالمية (2006-2009)
- الوكالة الدولية للطاقة الذرية (2009-2011)،
- مجلس الأمن الدولي (2012-2013)
- تم انتخابه في اللجنة التنفيذية لمنظمة السياحة العالمية التابعة للأمم المتحدة (2013-2017).

وأخيرًا، تم اختيار البلد كعضو في المجلس الاقتصادي والاجتماعي في عام 2016، 2017-2019.
إن جميع القرارات الأربعة التي اتخذها مجلس الأمن في عام 1993 بشأن احتلال الأراضي الأذربيجانية (القرارات 822 (1993) و 853 (1993) و 874 (1993) و 884 (1993) تنتهك حقوق الإنسان الدولية، بما في ذلك نقل المدنيين وقصف المناطق المأهولة بالسكان.نحن مقتنعون بأن الخطوات المتخذة على المستوى الوطني وفي نفس الوقت النظام القانوني الدولي الحالي ستخدم العدالة للمشاركين في الجرائم التي ارتكبت ضد السكان الأذربيجانيين المسالمين خلال النزاع ".
وبينما كانت أذربيجان عضواً في مجلس الأمن، فقد قدمت تقارير عديدة تغطي جوانب مختلفة من النزاع الأرمني الأذربيجاني ونشرتها كوثيقة من وثائق الجمعية العامة ومجلس المخاطر.على سبيل المثال، تقارير منتظمة حول انتهاك وقف إطلاق النار من قبل القوات الأرمينية والتقارير المنتظمة عن الأنشطة غير القانونية في الأراضي المحتلة من أذربيجان، والحقوق الدولية للأرمن النازحين الأرمن ومسؤولية أرمينيا، والمذكرة حول «مجزرة خوجالي: الجناة والحضانة والمسؤولية عن القانون الدولي» 822 (1993)، 853 (1993)، 874 (1993)، 884 (1993).

## تعاون
بالإضافة إلى ذلك، تتعاون أذربيجان بشكل وثيق مع وكالات الأمم المتحدة والوكالات المتخصصة وغيرها من المنظمات.ومن بينها برنامج الأمم المتحدة الإنمائي، ومفوض الأمم المتحدة السامي لشؤون اللاجئين، ومنظمة الأمم المتحدة للطفولة، ومنظمة الأمم المتحدة للتربية والعلم والثقافة، ومنظمة التنمية الصناعية، ومنظمة الصحة العالمية، وصندوق الأمم المتحدة للمرأة، ومنظمة أتوم الوكالة الدولية للطاقة، ومنظمة معاهدة الحظر الشامل للتجارب النووية، وغيرها. يمكن ملاحظة ذلك.
ومع مراعاة أهمية التعليم والعلوم والثقافة، تتعاون جمهورية أذربيجان تعاونا وثيقا مع منظمة الأمم المتحدة للتربية والعلم والثقافة (اليونسكو)، ووفقا لمرسوم رئيس جمهورية أذربيجان في عام 1994، أنشأت اليونسكو اللجنة الوطنية لأذربيجان.تم إنشاء التعاون بين أذربيجان وصندوق الأمم المتحدة للطفولة (اليونيسف) لتحسين الوضع بين الأطفال والمراهقين اللاجئين والمشردين.
وفي الفترة 2000-2002، كانت عضوة في لجنة وضع المرأة في أذربيجان.كما أن أذربيجان هي الراعي الرئيسي للقرار السنوي للجنة بشأن إطلاق سراح النساء والأطفال الذين يؤخذون رهائن بسبب الصراعات العسكرية.وتتعاون مختلف الوزارات والوكالات في أذربيجان عن كثب مع الهيئات ذات الصلة في منظومة الأمم المتحدة (مثل وزارة الصحة في جمهورية أذربيجان ومنظمة الصحة العالمية).وينبغي إيلاء اهتمام خاص للمشاركة النشطة لأذربيجان في الكفاح ضد الإرهاب على الصعيد العالمي.وفي هذا الصدد، تعاونت أذربيجان تعاونا وثيقا مع لجنة مكافحة الإرهاب التابعة لمجلس الأمن التابع للأمم المتحدة وقدمت تقارير ذات صلة إلى اللجنة بشأن التدابير المتخذة لمكافحة الإرهاب في أذربيجان.
جنبا إلى جنب مع المنظمات ذات الصلة الصادرة عن الأمم المتحدة ومنظمة المؤتمر الإسلامي «تعزيز التعاون في منع الإرهاب» الذي عقد في باكو في 18-19 مارس 2013، استضافت مؤتمر دولي رفيع المستوى.بالإضافة إلى ذلك، يجري تنفيذ التعاون الفعال مع مكتب الأمم المتحدة المعني بالمخدرات والجريمة (UNODC) في مكافحة الإرهاب والجريمة المنظمة والاتجار بالمخدرات والمجالات الأخرى ذات الصلة.
رشحت جمهورية أذربيجان ترشيحها للأعضاء غير الدائمين في مجلس الأمن في انتخابات 2012-2013 من مجموعة دول أوروبا الشرقية بموجب المادة 142 من القواعد الإجرائية للجمعية العامة للأمم المتحدة في عام 2011.اكتسبت أذربيجان ميزة غير مشروطة على المجر، ثم سلوفينيا، وحصلت على أكثر من 129 صوتًا - 155 صوتًا.وهكذا، حققت أذربيجان فوزًا واثقًا في انتخابات 24 أكتوبر 2011 لعضوية مجلس الأمن غير الدائم في 2012-2013.كانت أذربيجان أول دولة تصبح عضواً في مجلس الأمن الدولي في منطقة جنوب القوقاز وآسيا الوسطى.في الوقت نفسه، تبنّى عضو مجلس الأمن غير الدائم في مجلس الأمن الدولي برئاسة الرئيس إلهام علييف في مايو 2012، كان اجتماع مجلس الأمن أحد أعظم إنجازات أذربيجان في التاريخ الدبلوماسي، المشاركة في مناقشة المشاكل، هو جعل بلادنا واحدة من الجهات الفاعلة الرئيسية في السياسة العالمية جنبا إلى جنب مع السياسة الإقليمية.
بعد فترة وجيزة من انتخاب أذربيجان عضو غير دائم في مجلس الأمن الدولي، أعلن الرئيس إلهام علييف أن ترشيح وتطوير مبدأ العدالة والسلم الدولي، كما هو منصوص عليه في ميثاق الأمم المتحدة، سيكون الهدف الأساسي والأولي لأذربيجان في هذه المنظمة. وبناء على هذا الخط، فإنها لم تفقد قوتها في صون السلام والأمن الدوليين، وهي المهمة الرئيسية لمجلس الأمن خلال فترة العضوية.في مايو 2012 وأكتوبر 2013، ترأس مجلس أمن أذربيجان.وخلال هذين الشهرين، عقد المجلس 30 جلسة عامة وخاصة، وعقد 29 جلسة مغلقة، واعتمد 7 قرارات و 3 بيانات أدلى بها الرئيس وأدلى بـ 13 بياناً للصحافة.
كان أهم إنجاز خلال رئاسة أذربيجان في مجلس الأمن الدولي في مايو 2012 هو عقد مؤتمر رفيع المستوى حول تعزيز التعاون الدولي من خلال الالتزام بمكافحة الإرهاب يوم 4 مايو.وفي المؤتمر الذي رأسه الرئيس إلهام علييف، حضر الأمين العام للأمم المتحدة بان كي مون وغيره من كبار المسؤولين في مجلس الأمن المؤتمر.في نهاية المؤتمر، تم تبني إعلان، وتم إدانة جميع أشكال ومظاهر الإرهاب مرة أخرى، ولاحظت أن طبيعة الإرهاب وطبيعته قد تغير، وتعهدت الدول الأعضاء بالالتزام بعدم استخدام التهديدات أو التهديدات ضد السلامة الإقليمية أو الاستقلال السياسي لأية دولة في العلاقات الدولية، أو أي شخص أو كيان تابع لها، إلى أي مساعدة.بمجرد الموافقة عليها، ينبغي تنفيذ تدابير فعالة لمكافحة الإرهاب وتعزيزها امتثالاً لحقوق الإنسان ومبادئ الحرية وقوانينها.أبرز التنوع الديني والثقافي الحاجة إلى التعامل مع العالم باحترام وتفاهم.وأشار المجلس إلى أهمية تعزيز التعاون والتعاون بين الدول الأعضاء، لا سيما منع الهجمات الإرهابية والقضاء عليها من خلال الاتفاقات الثنائية والمتعددة الأطراف، وحث الدول على توسيع وتعزيز التعاون وتنسيق الأنشطة في الأطر الدولية والإقليمية ودون الإقليمية.وشدد المجلس أيضا على أهمية تعزيز التعاون بين الحكومات ووكالات دعم الأمم المتحدة من أجل ضمان الالتزام الفعال بمكافحة الإرهاب.فيما يتعلق بالنزاع المستمر بين أرمينيا وأذربيجان، تؤكد أذربيجان دائما على أهمية احترام مبدأ احترام السلامة الإقليمية وسيادة الدول والقرارات ذات الصلة الصادرة عن مجلس الأمن وتدعو إلى إنهاء الأعمال الإجرامية الدولية الخطيرة التي ارتكبت أثناء النزاع.